# Шпак яванський
Шпак яванський (Gracupica jalla) — вид горобцеподібних птахів родини шпакових (Sturnidae).

## Поширення
Ендемік Індонезії. Історично вид був поширений на Яві, Балі та в провінції Лампунг на сході Суматри. На Суматрі птах вимер десь між 1990 і 2000, на Яві та Балі у дикій природі вимер десь у середині 2010-х років. Птах розмножується у Парку птахів Балі і, можливо, є невелика популяція у дикій природі на півдні Яви.